# Arnprior (Kanada)
Arnprior – miejscowość (ang. town) w Kanadzie, w prowincji Ontario, w hrabstwie Renfrew.
Powierzchnia Arnprior to 13,03 km². Według danych spisu powszechnego z roku 2001 Arnprior liczy 7192 mieszkańców (551,96 os./km²).